# Józef Janowski (muzealnik)
Józef Janowski (ur. 10 października 1928 w Warszawie, zm. 14 sierpnia 2018 w Krośnie) – dr nauk humanistycznych, archeolog, muzeolog, poeta, absolwent UW i UJ.

## Życiorys
Twórca Muzeum w Krośnie i jego dyrektor 1957–1977, inicjator i poszukiwacz najstarszych śladów osadnictwa w rejonie krośnieńskim, np.; w Wietrznie, w Czarnorzekach. Członek Związku Literatów Polskich, prezes i współzałożyciel Stowarzyszenia Literackiego Nauczycieli w Krośnie, autor ponad 300 wierszy zebranych w 10 tomach poezji. Znaczna część jego twórczości literackiej poświęcona jest  Dukli, Wietrznemu, Równemu i innym miejscowościom ziemi krośnieńskiej.